# Nicolas Antonio de Oliver y Fullana
Nicolas Antonio de Oliver y Fullana (zm. 1744) – hiszpański dyplomata.
Od lipca do grudnia 1715 roku przebywał w Hadze ambasadora Królestwa Hiszpanii Luis Felix Miraval y Spinola Lobaton y Piña, Nicolas Antonio de Oliver był wówczas jego sekretarzem. Po wyjeździe Miravala, Oliver został jako Chargé d’affaires, szefem misji dyplomatycznej. Powrócił do Hagi w latach 1723–1735, i znów w randze Chargé d’affaires.